# NGC 1499
NGC 1499 ili maglica Kalifornija je emisijska maglica u zviježđu Perzeju. 

## Vanjske poveznice
- SEDS: NGC 1499